# CD Alcalá
Club Deportivo Alcalá – hiszpański klub piłkarski, grający w Tercera División, mający siedzibę w mieście Alcalá de Guadaíra.